# 鲸鱼湖
36°20′N 89°25′E / 36.333°N 89.417°E
鲸鱼湖位于中国新疆巴音郭楞蒙古自治州若羌县东南部阿尔金山自然保护区境内，面积414.96平方公里，海拔4713米，其海拔高度仅次于纳木错，是中国地图上标绘最晚的高山湖泊。鲸鱼湖是由卫星影像和实地调查后发现的，因湖的形状酷似鲸鱼而得名，故得名鲸鱼湖。 
湖的东部因有冰川融水汇入的玉浪河而较淡，湖水中多浮游生物，夏季有大量赤麻鸭、棕头鸥在此栖息繁殖；西半部分无淡水补给，湖水为咸水。湖滨草原地带生活着大量野牦牛、野驴、野骆驼和藏羚羊等野生动物。湖区高寒缺氧，年平均降水200～300毫米，年平均气温0℃以下。 